# May Flodin
May Flodin (* 1935; † 14. März 2008 in Mariehamn) war eine finnische Politikerin der Freisinnigen Zusammenarbeit, die unter anderem zwischen 1988 und 1991 im Kabinett Sune Eriksson stellvertretende Vorsitzende der Landschaftsregierung und Ministerin für Soziales und Gesundheitswesen von Åland war.

## Leben
May Flodin wurde bei der Parlamentswahl in Åland 1983 für die Freisinnigen Zusammenarbeit FS (Frisinnad Samverkan) erstmals zum Mitglied der Lagting, des Parlaments von Åland, gewählt und gehörte dieser nach ihrer Wiederwahl 1987 vom 1. November 1983 bis zum 31. Oktober 1991 an. Zu Beginn ihrer Parlamentszugehörigkeit war sie zwischen dem 1. November 1983 und dem 31. Dezember 1984 sowohl Mitglied des Kulturausschusses (Kulturutskottet) als auch Mitglied des Anpassungsausschusses (Justeringsutskottet).
Während der Amtszeit von Folke Woivalin als Lantråd wurde May Flodin am 1. Januar 1984 in die damalige Landschaftsregierung (Landskapsstyrelse) und war in dieser zuletzt vom 1. November 1987 bis zum 20. April 1988 Ministerin für Soziales und Gesundheit. Im darauf folgenden Kabinett Sune Eriksson bekleidete sie zwischen dem 20. April 1988 und dem 27. November 1991 die Ämter als stellvertretende Lantråd (Vicelantråd) sowie weiterhin als Ministerin für Soziales und Gesundheitswesen.
Nach der Parlamentswahl 1991 war Flodin zwischen dem 28. November 1991 und dem 31. Oktober 1995 Ersatzmitglied der Lagting und gehörte vom 13. Dezember 1991 bis zum 31. Oktober 1995 der åländischen Delegation im Nordischen Rat als Mitglied an. Am 14. März 2008 starb sie infolge des Fahrerfluchtunfalls, der sich am 13. März 2008 ereignete. Aus ihrer Ehe mit Nils Flodin gingen die Kinder Pia und Nils-Erik Flodin hervor.